# صاریغ دم‌حلقه‌ای رودخانه هربرت
صاریغ دم‌حلقه‌ای رودخانه هربرت (نام علمی: Pseudochirulus herbertensis) کیسه‌داری از تیره شبه‌دستان، سردهٔ Pseudochirulus است که در کوئینزلند یافت می‌شود. در سیاهه قرمز IUCN، این جانور در وضعیت کمترین نگرانی طبقه‌بندی شده است.